# Johann Christoph Pez
Pour les articles homonymes, voir Pez (homonymie).
Johann Christoph Pez est un  maître de chapelle et un  compositeur allemand, né à Munich le 9 septembre 1664 et mort à Stuttgart le 25 septembre 1716.
En 1725, dans une poésie lyrique publiée par le compositeur Telemann, celui-ci le place dans une liste de compositeurs qu'il considère comme les plus importants avec Kuhnau, Keiser, Haendel, Pepush et Hebenstreit. Il mentionnait surtout la qualité de ses sonates en trio.

## Biographie
Sa formation commence à Munich où il s'initie au luth et à la viole de gambe. À partir de 1676, Pez est gardien de tour, plus tard régent de chorale à l'église Saint-Pierre à Munich. 
En 1688 il devient musicien de cour du prince Maximilien-Emmanuel de Bavière. Celui-ci lui donne la possibilité de poursuivre ses études musicales à Rome (jusqu'en 1692). En 1694, on trouve Pez au service du prince-électeur de Cologne dans sa résidence à Bonn, avec l'ordre de réformer la chapelle princière. En 1696, il devient maître de chapelle et conseiller du prince.
De retour à Munich en 1701 (en raison de la Guerre de succession d'Espagne), il reste durant cinq années à la chapelle de la cour. En 1706, il est maître de chapelle en chef (Oberkapellmeister) du duc de Wurtemberg, à Stuttgart, poste qu'il occupe jusqu'à sa mort.

## Œuvre
Comme beaucoup de ses contemporains allemands, dont certains sont allés en France, comme Fischer, Kusser et Muffat, ou d'autres qui n'y sont jamais allés, tels Erlebach et Rupert Ignaz Mayr, un collègue de Munich, Pez affectionnait le style français, et on le comptait parmi les lullystes, les imitateurs de Jean-Baptiste Lully. 
Il est populaire pour ses sonates en trio qui sont publiées un peu partout en Europe ou circulent en manuscrits. Sa musique vocale (cantates, messe) semble aussi attirer Johann Gottfried Walther qui le place en 1732 dans son Musicalisches Lexicon.
Il laisse une trentaine de concertos et ouvertures répartis sur deux fonds de bibliothèques, à Dresde (œuvres de la période de Munich) et Rostock (œuvres de la période wurtembergeoise).
- Pièces pour la Musique de Table
- Concerto Sinfonia
- Concert Sonata
- Concert Pastoral
- Trajano, opéra (1696)

## Discographie
- Ouvertures - Concerti. Les Muffatti & Peter Van Heyghen (décembre 2006, Ramée RAM 0705).